# World's End Girlfriend
World's End Girlfriend (ワールズ・エンド・ガールフレンド) es un proyecto musical de Katsuhiko Maeda, quien mezcla elementos de la  música electrónica, música clásica, y post-rock para crear un estilo único.

## Banda
Katsuhiko Maeda es oriundo de Nagasaki, Japón, y actualmente reside en Tokio. A la edad de 10 años, se inspiró en la colección de música clásica de su padre. Cuando tenía 12 años empezó a componer en teclado, guitarra, grabadora y ordenador. Hasta la fecha ha compuesto más de 600 canciones [cita requerida].
Maeda es el hermano mayor del músico Ryoma Maeda, quien es más conocido como Milky-Chu o Milch of Source.
La música de World's End Girlfriend formó parte de la banda sonora de Late Bloomer (2004), película dirigida por Go Shibata. También compuso la banda sonora de "Air Doll" (2009) del galardonado director Hirokazu Koreeda.
Maeda ha dado conciertos en Australia, Bélgica, Francia, Alemania, Holanda, Hong Kong, Italia, Corea, Macao, España, Suiza, China, Taiwán, Reino Unido y EE. UU. En 2007 hizo una gira junto a la banda de post-rock  Mono.

## Discografía

### Álbumes
- Ending Story (2000)
- Farewell Kingdom (2001)
- Xmas Song (2001) (Released as World's End Boyfriend, reissued with 2 extra tracks in 2003)
- Dream's End Come True (2002)
- Enchanted Landscape Escape (2002) (Released as Wonderland Falling Yesterday)
- The Lie Lay Land (2005)
- Palmless Prayer/Mass Murder Refrain (2006) (Collaboration with Mono)
- Hurtbreak Wonderland (2007)
- Enchanted Landscape Escape (2007)
- Seven Idiots (2010)
- Last Waltz (2016)

### EP
- Sky Short Story (2000)
- Listening You (2000)
- Letter from Crying Klara (2001)
- Halfmoon Girl (2001) (split 12")
- Kira Kira Gibri, Nausicaa Requiem and Kimiwo Nosete (2007)
- Division EP (2010) (six 3-track volumes)

### Bandas sonoras
- Air Doll (2009)
- Starry Starry Night (2011)